# 二線二星 (第七序列)
二線二星（第七序列）。為中華民國警察職務階级之一，初階警察幹部，佩階二線二星，官等列「警佐一階至警正三階」，同一般公務員委任第五職至薦任第七職等。相當於軍職中尉至少校軍階。上级為二線三星，下級為二線二星 (第八序列)。

二線二星（第七序列）職務階級識別章

## 概要
經公務人員特種考試（一般）警察人員考試考試及格，並經中央警察大學畢業或訓練合格，依法任職。

## 主要職稱
- 警政署本部
- 警政署所屬機關
  - 台灣警察專科學校：中隊長、訓導
  - 保警總隊：中隊長、警官大隊長、督察員、副中隊長
  - 港警總隊：副隊長、督察員
  - 鐵路警局：警備隊中隊長
  - 航警局：警備隊長
  - 國道警局：保安警察中隊長
  - 鐵路警局：股長
- 刑事警察單位
  - 保警總隊：偵查隊長、偵查隊副隊長
- 地方警察局本部
  - 縣市：股長、督察員、科長、
- 地方警察局所屬機關、警察分局所屬機關.組長、中隊長
  - 直轄市：分局警備隊長、中隊長、督察員

縣市：分局警備中隊長

## 相等職級

中華民國海洋委員會海巡署艦隊分署：艦長(一千頓以下巡防艦)、小隊長、科員、分隊長

- 海洋委員會海巡署二線三星
- 警部（日本警察）

## 有名之虛構人物
- 臺灣電視劇《台灣靈異事件》：唐隊長
- 臺灣電視劇《［阿爸的願望］》： 吳旺 局長